# Zamia variegata
Zamia variegata är en kärlväxtart som beskrevs av Josef Ritter von Rawicz Warszewicz. Zamia variegata ingår i släktet Zamia och familjen Zamiaceae. IUCN kategoriserar arten globalt som starkt hotad. Inga underarter finns listade i Catalogue of Life.